# Jacek Najder (Politiker)

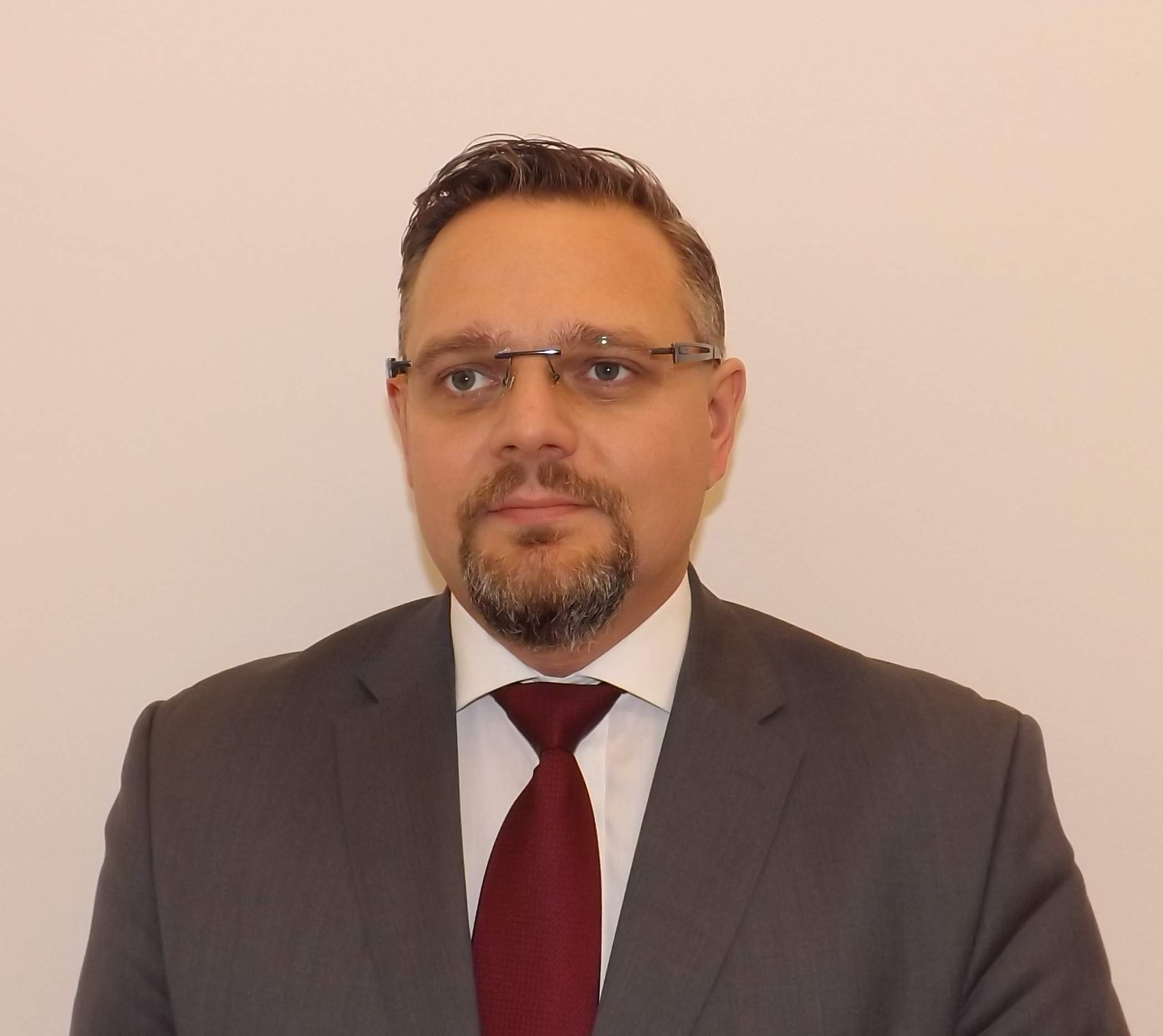
Jacek Najder (2013)

Jacek Najder (* 20. März 1978 in Wągrowiec) ist ein polnischer Politiker der Ruch Palikota (Palikot-Bewegung).
Jacek Najder studierte ohne Abschluss an der Adam-Mickiewicz-Universität Posen. Er ist Inhaber eines Kosmetikgeschäft in Rogoźno.
Bei den Parlamentswahlen 2011 trat Jacek Najder im Wahlkreis 38 Piła für die Ruch Palikota an. Mit 11.701 Stimmen konnte er ein Mandat für den Sejm erringen.
Jacek Najder ist verheiratet und hat einen Sohn.